# 杉並区立和田中学校
杉並区立和田中学校（すぎなみくりつ わだちゅうがっこう）は、東京都杉並区和田二丁目にある公立中学校。

## 概要
1949年に開校。初代校長は小川俊一郎。
2003年に藤原和博が都内公立中学校で初となる民間人校長に就任すると「私立校を超えた公立校」を目指し大規模な学校改革を実施。補習の充実や習熟度別授業、少人数授業の導入、「よのなか科」の新設、PTAの廃止などを行ない全国的な注目を集めた。
2008年3月31日付けで藤原が5年間の任期満了により退任。後任には同じくリクルート出身で、当時トップアスリート社代表取締役だった代田昭久が就任し2013年3月末まで務めた。以後、民間人校長の採用は行っていない。

## 特色
- 全国で初めて「四季制」を導入（現在は四季制を廃止し、三学期制を復活）。
- 主要教科のコマ数を最大限に増やし、通常より多い授業時間を確保。
- 理科と社会科での少人数授業の実施（現在は廃止）。
- 放課後には希望者を対象とした英語の講習などが実施されており、中学英語を超えた発展内容の先取りも可能である。
- 毎週火曜日には漢検に取り組んだり、作文講座を実施していた（現在は廃止）。
- 土曜日には「土曜日寺子屋」（ドテラ）が実施され、教員志望の大学生・院生ボランティアの支援により勉強をサポートしている。
- よのなか科の実施（現在はよのなか科ネクストとなり、3年生向けが中心。1・2年生への実施回数は少ない）。校長自らがメインティーチャー兼コーディネーターとして授業を展開する。外部講師を招聘しての授業も実施されている。学校で習った知識を、実際の世の中で役立てることを目的とする。
- 校長室が開放されており、生徒の出入りが非常に活発である。「校長文庫」と呼ばれる本が常時置かれている、著名人もたびたび訪れる。
- 2008年3月、PTAの2007年度限りでの廃止を発表[1]。公立校では初めてのことであった。これに伴って区PTA協議会はもちろん、全国の公立小中学校PTAで構成される日本PTA全国協議会からも脱退した。学校は保護者有志の作った独自の「和田中学校地域本部」に編入された。
- 杉並区と連携し学校行事以外の地域活動にも積極的に参加している。

### 夜スペ
「和田中学校地域本部」が主催する『夜スペ』と名付けた補習授業が、2008年1月26日より実施されている（3年生が対象である）。
これは公立中学校では難しいとされる学力上位層の学力伸張を目指し、都立の進学指導重点校や私立の中上位校を目標とするものである。
具体的には、大手進学塾サピックスより講師を派遣してもらい、成績上位者を対象に有料（1万円～2万円）で補習を行う。一方で成績下位の生徒を対象とした「土曜寺子屋」という補習授業体制も組んでいる。マスコミ報道される場合、この学力不足の生徒に対する（無料の）補習を既に行っていることはあまり報道されなかったため「成績上位者だけ補習」という間違えた指摘もあった。また、地域本部が実費を負担し、費用が払えない生徒には授業料を免除している。
夜スペについては「学校の特色としては良い」という意見がある一方、1月8日の実施前日になって東京都教育委員会などから「機会の均等に疑義がある」「特定の進学塾との関係についても同じく疑義がある。」「公務員の兼務・兼職を認めない原則から外れている。」などと指摘し、一時実施は見送られた経緯がある。東京都教育委員会は最終的に「指摘した疑義はクリアされた」と容認する方針を固めた。
2008年3月24日に、夜スペは公共施設の目的外使用であると実施の中止を求めた仮処分申請を杉並区住民49人が東京地裁に提出した。
夜スペを始めてから当校に入学を希望する者が学区内外から大幅に増えており、「公立中の成功例」として伝えられている。

## 著名な卒業生
- 南美川洋子（女優）
- 長州小力（当時はサッカー部所属）
- 川村カオリ（中学2年時に転入）
- 三東ルシア（転入）